# Erich Raeder
Erich Johann Albert Raeder (n. 24 aprilie 1876, Wandsbeck, Schleswig-Holstein - d. 6 noiembrie 1960, Kiel, Germania de Vest) a fost comandantul marinei militare germane. La data de 14/10/1941 a fost decorat cu o decorație română. A demisionat din marina militară germană în 1943. A fost condamnat la moarte de tribunalul competent la procesele de la Nürnberg. Ulterior, pedeapsa sa a fost comutată la penitenciar. A fost eliberat din închisoare în 1955 din motive de sănătate.

## Decorații
- Ordinul Militar „Mihai Viteazul”, clasa III, clasa II și clasa I (14 octombrie 1941) „pentru felul cum a condus operațiile flotei germane pe întinsul Oceanului și al Mărilor, contribuind la victoria armatelor aliate”[17]